# Selvita
Selvita S.A. – polskie przedsiębiorstwo branży farmaceutycznej z siedzibą w Krakowie działające w obszarze odkrywania nowych leków i badań regulacyjnych. Prowadzi też działalność badawczo-rozwojową. 
Spółka powstała w 2007 roku. W październiku 2019 roku wydzielono działalność innowacyjną, funkcjonującą pod nazwą Ryvu Therapeutics S.A., a Selvita przejęła działalność usługową. Zatrudnia 450 osób, z czego 30% ze stopniem doktora. Jej laboratoria znajdują się w Krakowie (Life Science Park) i Poznaniu (WCZT). Ponadto Selvita ma biura w USA (Boston i okolice San Francisco) i w Wielkiej Brytanii (Cambridge).

## Akcjonariat
Głównymi akcjonariuszami spółki są Paweł Przewięźlikowski i Bogusław Sieczkowski, ponadto Augebit FIZ, Nationale-Nederlanden OFE i in.